# Burg Freienstein (Beidl)
Die Burg Freienstein ist eine abgegangene Burg im Ortsteil Beidl der oberpfälzer Gemeinde Plößberg im Landkreis Tirschenreuth in Bayern. Der Burgstall ist heute ein geschütztes Bodendenkmal. Die Anlage wird als Bodendenkmal unter der Aktennummer D-3-6139-0031 im Bayernatlas als „mittelalterlicher Burgstall "Freienstein"“ geführt.

## Geschichte
Der Ort Beidl wird erstmals 1143 in einer Urkunde von Diepold III. genannt, die von dem Ortspfarrer Parrochianus de phidele bezeugt wird. Der Ortsadelige Adelbertus de Bidil wird einmal 1163 als Zeuge in einer Urkunde des Friedrich von Parkstein erwähnt. 1179 werden Vdalrichus de peidele et frater eius Adalbertus als Zeugen einer Urkunde des Regensburger Bischofs Otto von Riedenburg bei einer Schenkung von Zehnten an das Kloster Waldsassen genannt. 1259 schenkt der Staufer Konradin dieses Dorf zusammen mit Wondreb und Gründelbach an das Kloster Waldsassen; Beidl war demnach ein Königsgut, das zur regio egere gehörte. Ein Nyclas, Pfarrer zu Preydel, wird bei einem Kauf von Dorf Albernhof des Ulreich der Kagrer von dem Leukenberg (= Leuchtenberg) 1352 erwähnt. 1379 wird Ulrich der Chleispentaler, gesessen auf dem Freienstein, erwähnt. 1384 wird Leo Chleispentaler zu Peyde genannt, ein Richter und Pfleger von Waldsassen, der auf dieser Burg als Gerichtssitz wohnte. 1386 verkauft Selina, Pfleger zum Störnstein sein freies Erbe zu dem Freyenstein pei Peidl gelegen an das Kloster Waldsassen. 1402 lässt Abt Konrad I. die Burg durch seine Untertanen abreißen, da sich dort angebliche Räuber aufhielten. Dafür musste die Genehmigung Kaiser Siegmunds von Luxemburg eingeholt werden, was nochmals den Status der Burg als Königsgut unterstreicht.
Im 17. Jahrhundert wurde die um 1163 errichtete und 1402 zerstörte Burg endgültig abgetragen und aus ihren Resten der Damm des Krausenteiches gebildet. 1723 ist noch von Schutt und Trümmern von Mauern die Rede.

## Beschreibung
Der Burgstall befindet sich 210 m nordöstlich der Pfarrkirche von Beidl und südlich des Krausenhofes (Leichauer Straße 6). Erhalten ist ein sechs Meter hoher Granitsporn, der in die Niederung des Beidlbaches hineinragt. Auf der höher gelegenen Fläche befand sich vermutlich ein rechteckiges festes Haus. Ein Meter breite Fundamente aus großen Feldsteinen konnten 1976 ausgegraben werden. Der Burghügel war von einem wassergefüllten Ringgraben umgeben, von dem früher noch zwei Teiche (1920 und 1968 verfüllt) erhalten waren. Zwischen diesen Teichen und dem Hügelfuß befand sich bis 1968 der Rest einer aus grob behauenen Granitsteinen errichteten Ringmauer. Östlich davon liegt der Krausenhof, der früher Freyenstein genannte Meierhof der Burg. Keramikfunde (Scherben mit Wellenmuster) bestätigen eine Datierung der Burg in das 10. bis 12. Jahrhundert, gefundene unglasierte Ofenkacheln sind auf das 14. Jahrhundert zu datieren.